# Маліновський Рафаїл Болеславович
Рафаї́л Болесла́вович Маліно́вський (нар. 3 січня 1949, с. Лебедівка Новоград-Волинського району Житомирської області) — український хореограф, балетмейстер, народний артист України (1993).

## Життєпис
Після закінчення восьмого класу школи вступив до Житомирського культосвітнього училища.
Чотирирічну програму пройшов за два роки і вступив до Краснодарського інституту культури (балетмейстерське відділення), де визначився як прихильник народного танцю.
1974 року стає викладачем хореографічних дисциплін Житомирського культосвітнього училища.
1974—1986 — співпрацював з відродженим на той час поліським ансамблем «Льонок». З ансамблем були поставлені самобутні поліські танці «Поліський шир», «Калина», «Скакуха», «Ойра» та ін.
Рафаїл Болеславович співпрацював з Українським центром культури в Москві, де був головним балетмейстером ансамблю «Мазури».
Є головним балетмейстером Житомирського обласного хореографічного колективу «Родослав», завідувачем кафедри хореографії Житомирського коледжу культури і мистецтв ім. І. Огієнка.

## Визнання
- 1980 — Заслужений артист УРСР
- 1993 — Народний артист України
- 1999 — Орден «За заслуги» III ступеня
- 2002 — Почесна грамота Кабінету Міністрів України
- 2003 — Почесна відзнака «Медаль Павла Вірського»
- 2009 — Орденом «За заслуги» II ступеня